# Optischer Kreuzverteiler
Ein optischer Kreuzverteiler (engl.: Optical Crossconnect, OCC oder auch OXC) ist ein Gerät, das optische Schalter enthält, die in optischen Telekommunikationsnetzen verwendet werden und als blockierungsfreie Multiplexsysteme zwischen beliebigen SDH- oder OTN-Schnittstellen arbeiten. Ein optischer Kreuzverteiler ist ein Netzwerkknoten, der aus einem optischen Schalter, einem Wellenlängenschalter und einem Wellenlängen-Konverter besteht. Ein OXC kann gewöhnlich in der Raumlage multiplexen, d. h. jeden ankommende Lichtwellenleiter auf jeden beliebigen ausgehenden Lichtwellenleiter schalten, ohne dass das optische Signal für den Schaltvorgang in ein elektrisches Signal gewandelt werden muss. 
Wenn er auch in der Frequenzlage multiplexen kann, arbeitet er mittels WDM-Verfahren mit mehreren Wellenlängen (sogenannten "Lambdas"), und ist in der Lage, auch das auf einem bestimmten Lambda ankommende Nutzsignal ohne Wandlung in ein elektrisches Signal auf einem anderen Lambda zu senden. Bisher ist der optische Frequenzmultiplex aber noch nicht marktfähig, und deshalb ist man bestrebt, optische Transportnetze so zu entwerfen, dass sie nur wenige dieser Frequenzkonvertierungen
benötigen. Erreichbare Bitraten liegen bei 40 Gigabit/s. MPLS-Systeme verwenden häufig OXC-Komponenten.
Siehe auch: Arrayed-Waveguide Grating